# Pierre Chéron
Pour les articles homonymes, voir Chéron.
Pierre Chéron est un facteur d’orgue de nationalité française né à Anet en 1914 et mort à Marseille en 1999.

## Biographie
Ayant découvert la facture d’orgues auprès d’un des derniers représentants de « l’école symphonique selon Aristide Cavaillé-Coll », auquel il restera indéfectiblement attaché, il se perfectionne durant 7 ans, de 1938 à 1945, auprès du maître de l’esthétique néo-classique, Victor Gonzalez chez qui il occupe tous les postes et se confronte à tous les types de traction de notes. Il s’installe alors au Mans jusqu’en 1963, date à laquelle il ferme son atelier pour continuer son activité sous le statut d’artisan. Pendant cette période, il découvre en 1954 l’orgue classique français typique en l’orgue miraculeusement conservé de Jean-Esprit & Joseph Isnard de Saint-Maximin-la-Sainte-Baume qu’il contribue à sauver de la restauration néo-classicisante. Dès lors il n’aura de cesse de découvrir et  « ressusciter » d’autres témoins de cette facture d’avant la Révolution avec la complicité du docteur Pierre Rochas et, à l’occasion, de Michel Chapuis :
- Barjols (1963),
- Saint-Chinian (1964),
- Cuers (1968),
- Roquemaure (1969),
- Lambesc (1970), etc.

Il adopte avec eux une approche archéologique sans concession de la restauration des instruments anciens dont l’état de conservation permet de refuser toute licence de modernisation.

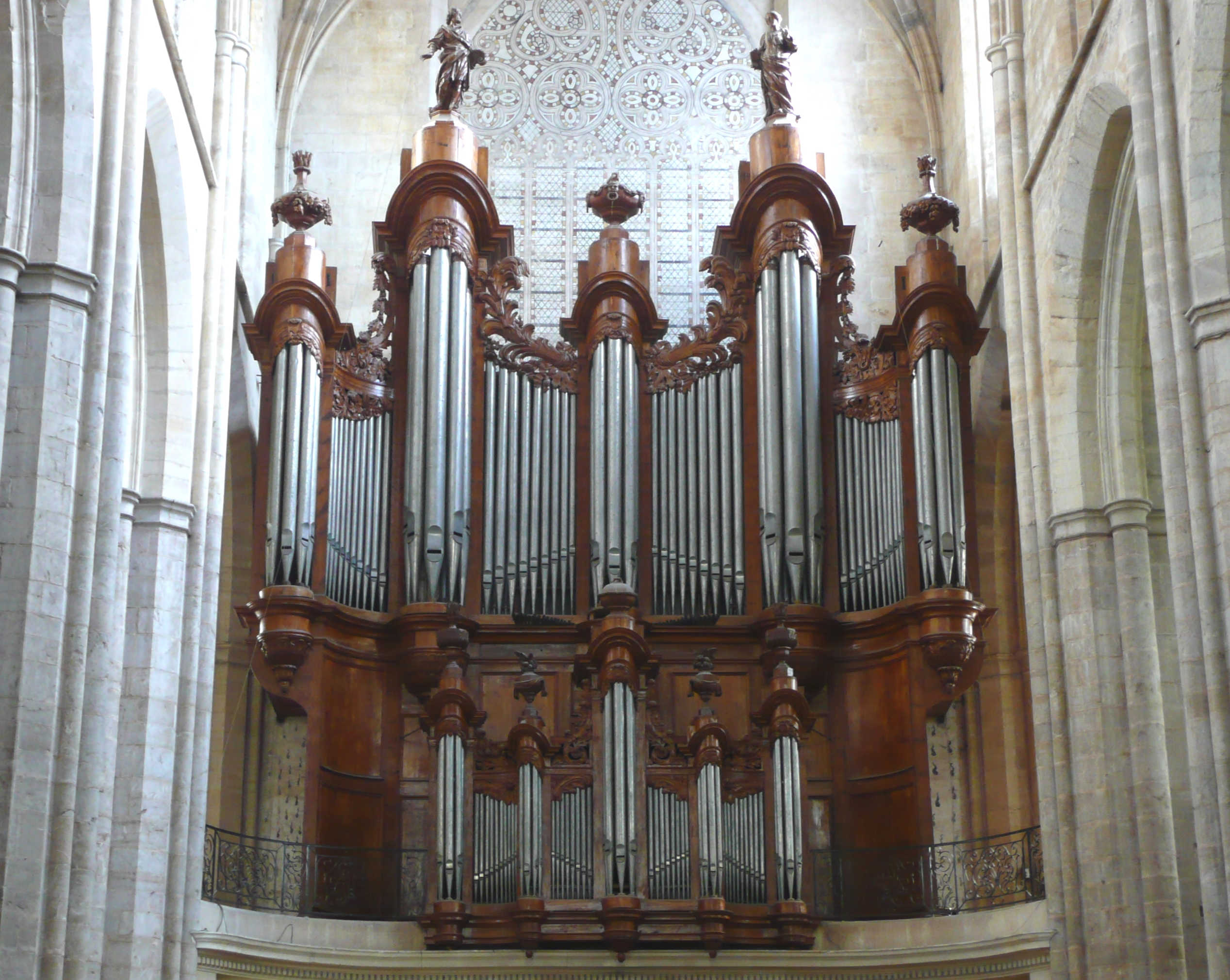
Saint-Maximin-la-Sainte-Baume, abbatiale
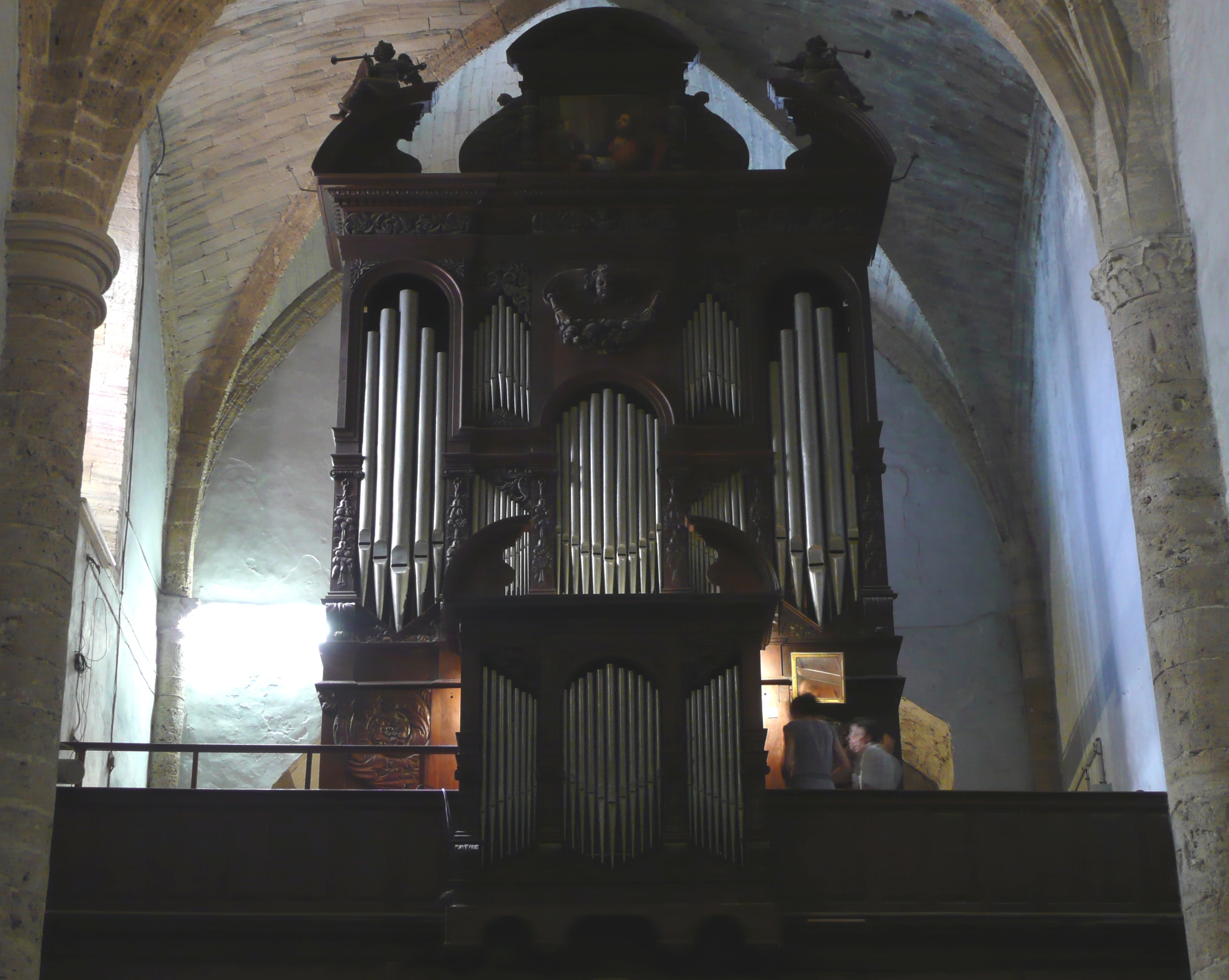
Barjols, Notre-Dame de l'Assomption
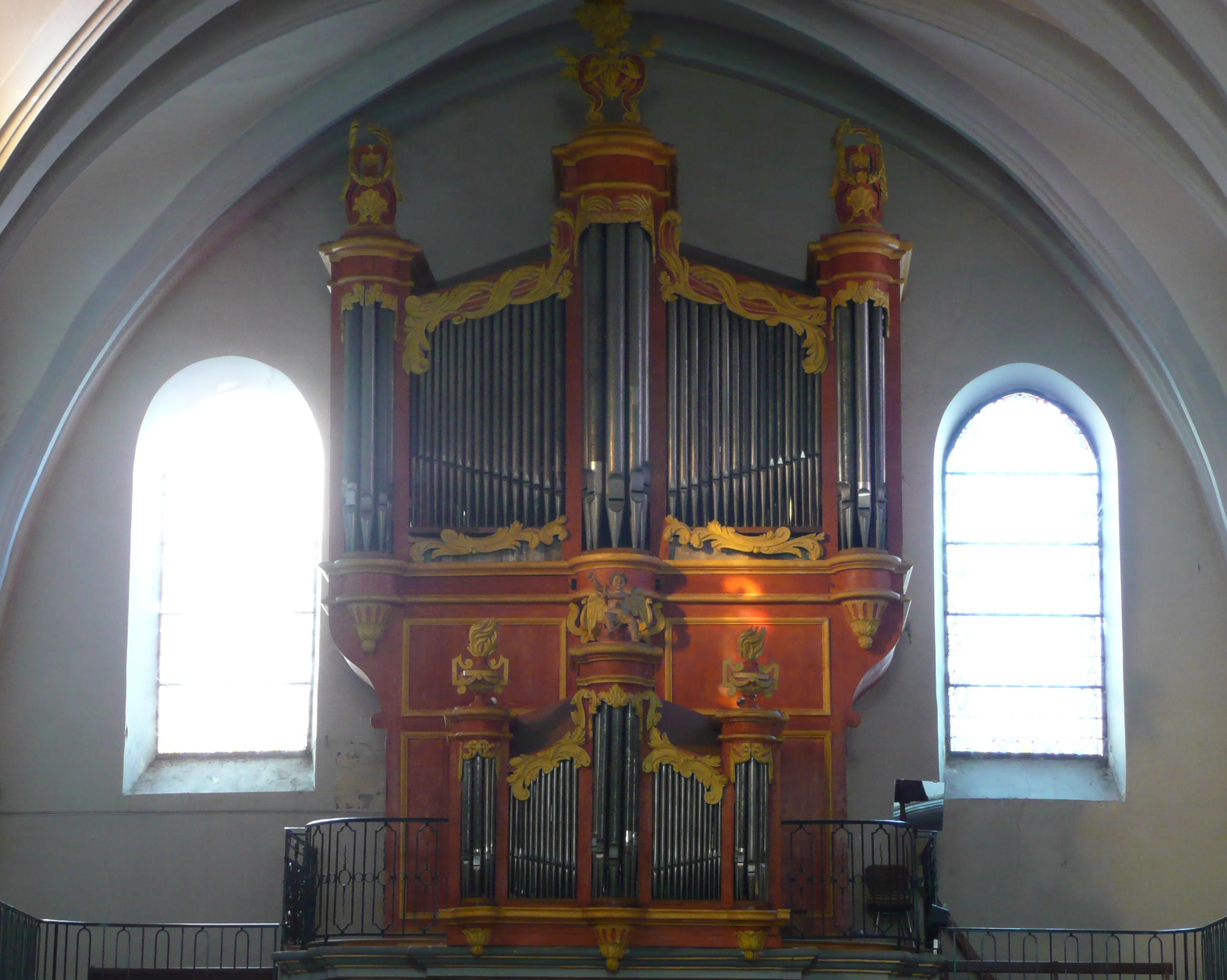
Saint-Chinian, Notre-Dame de la Barthe
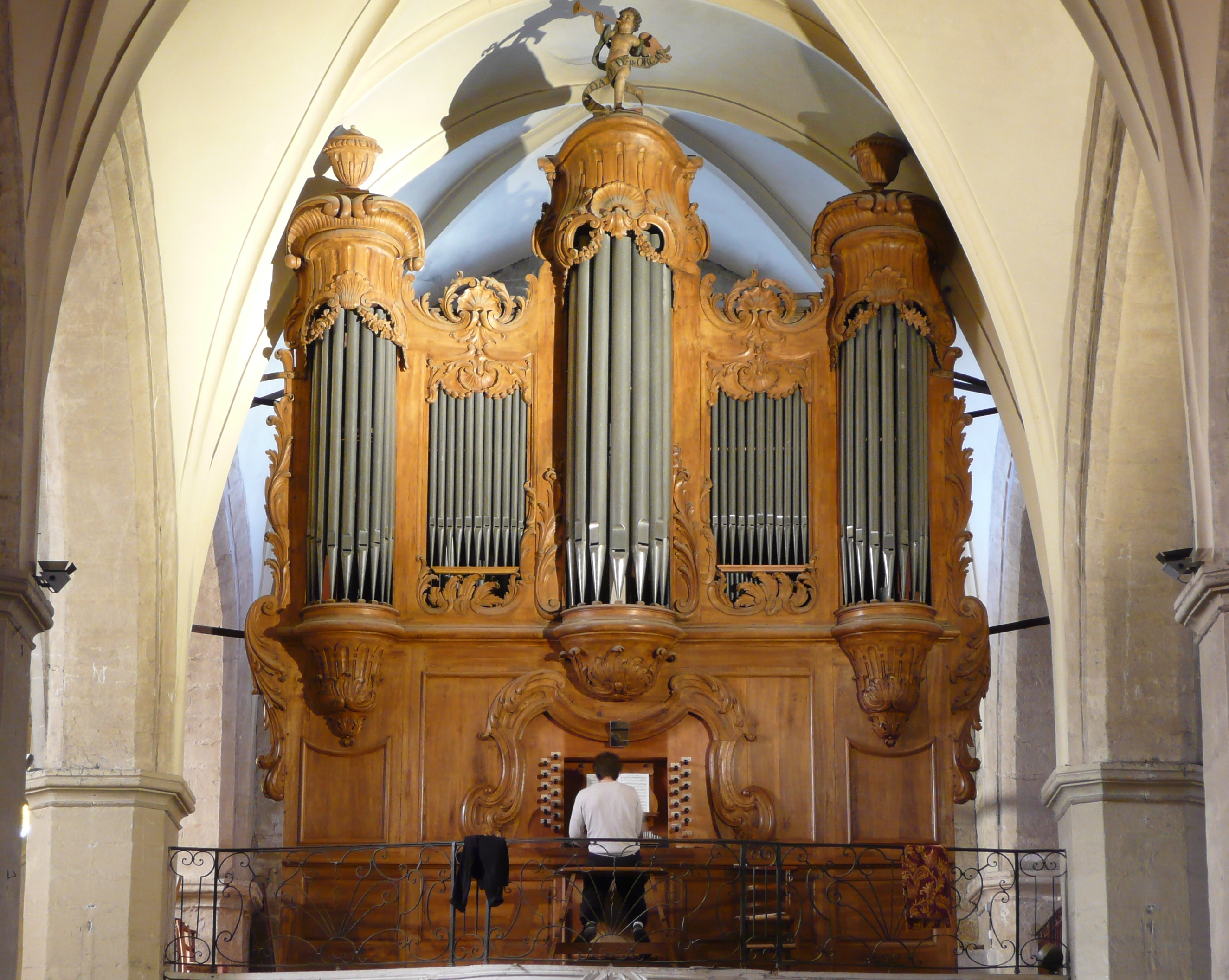
Roquemaure, collégiale Saint Jean-Baptiste
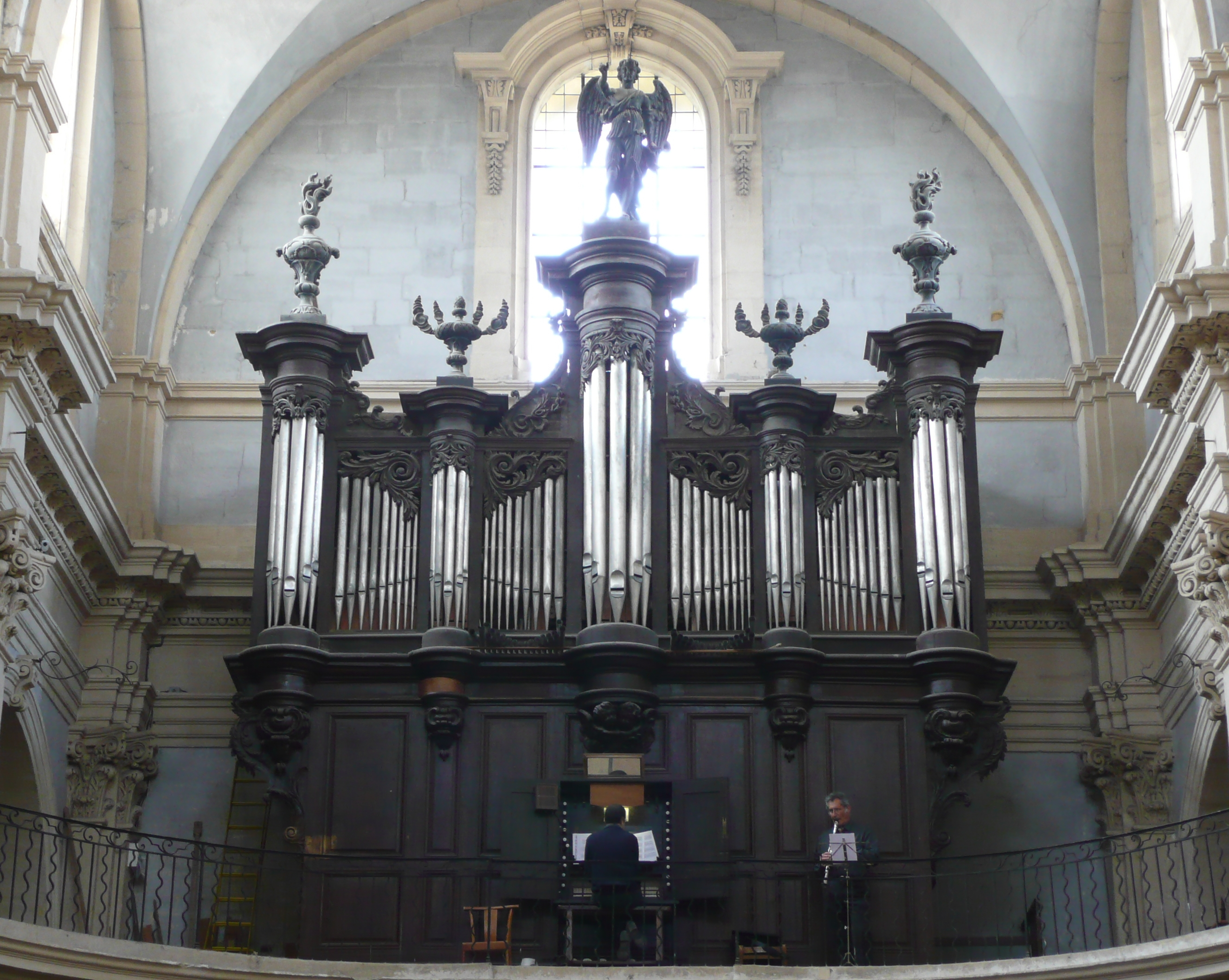
Lambesc, Notre-Dame de l'Assomption

De 1970 à 1975,  il part en Espagne pour des restaurations exemplaires et des inventaires. Puis il s’installe à Marseille où il s’est notamment  occupé de l’orgue de Saint-Cannat-les-Prêcheurs et a harmonisé celui du Sacré-Cœur du Prado. Lors de la réalisation de l’inventaire des orgues des Bouches-du-Rhône pour le ministère de la Culture, il établit bon nombre de relevés techniques détaillés. Il a d’ailleurs mis au point une méthode de collecte et d’enregistrement des caractéristiques techniques de la tuyauterie d’orgue qui fait toujours autorité et dont l’exemple le plus représentatif est l’inventaire technique de l’orgue Isnard de Saint-Maximin, publié en 1991 dans la brochure de l’agence régionale pour la coordination des activités musicales et chorégraphiques de Provence-Alpes-Côte d’Azur.

## Référence
1. ↑  « https://www.archivesportaleurope.net/ead-display/-/ead/pl/aicode/FR-FRAD013/type/fa/id/FR+AD01300AP_00000229J » (consulté le 27 mars 2019)
2. ↑  « matchID - moteur de recherche des personnes décédées », sur deces.matchid.io (consulté le 18 juin 2020)
3. ↑  L'orgue de Jean-Esprit et Joseph Isnard dans la basilique de la Madeleine à Saint-Maximin-1774_ARCAM  (ISBN 2-906700-12-6)

## Source
- Jean-Robert Caïn et Robert Martin, L'orgue dans la ville : le Marseille des organistes, Marseille, Parenthèses, 2004, 472 p. (ISBN 2-86364-086-0)

- Notices d'autorité :   - VIAF
  - ISNI
  - BnF (données)
  - IdRef